# MZKT-79221

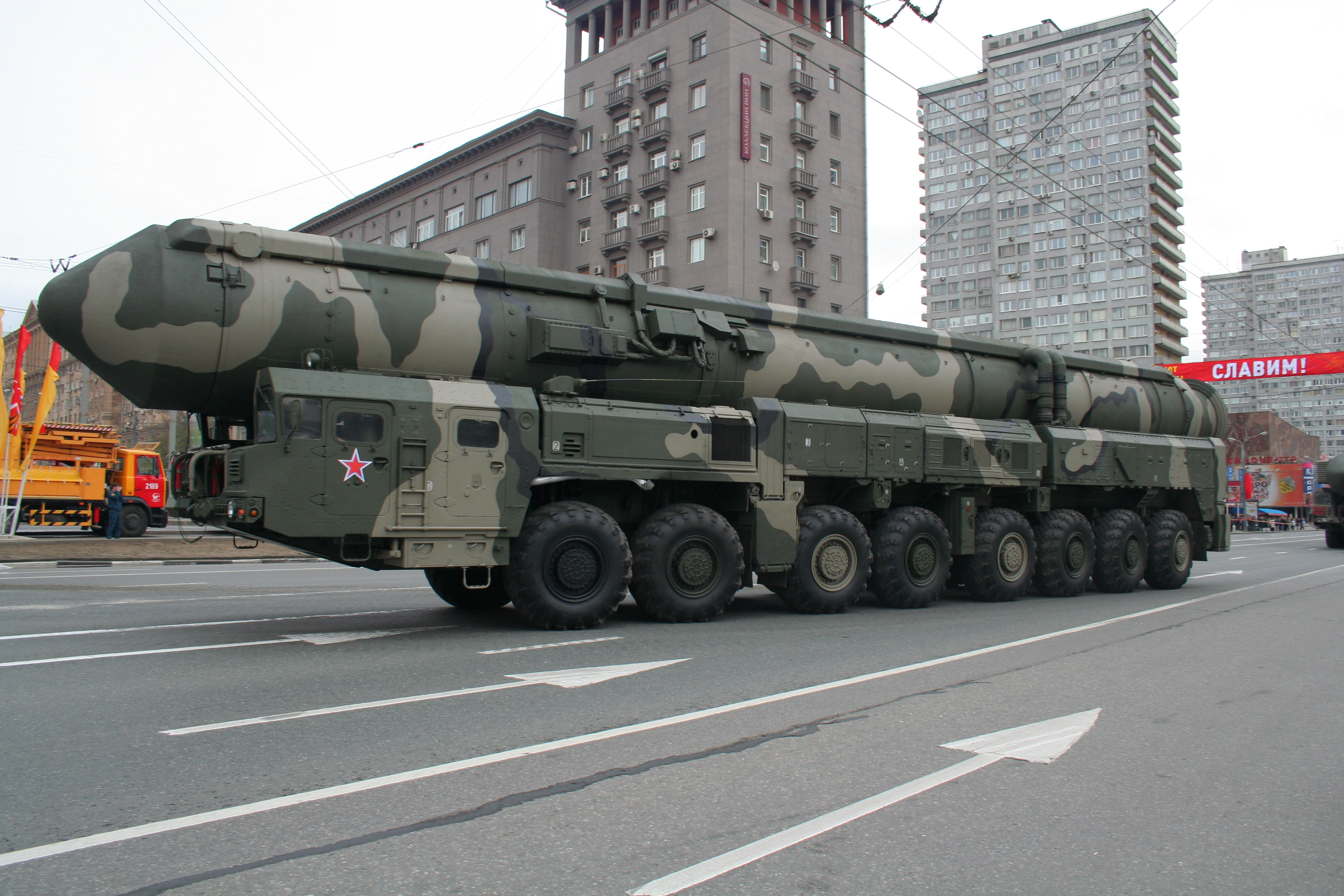
Topol-M bei den Vorbereitungen zur Militärparade im Mai 2010 in Moskau

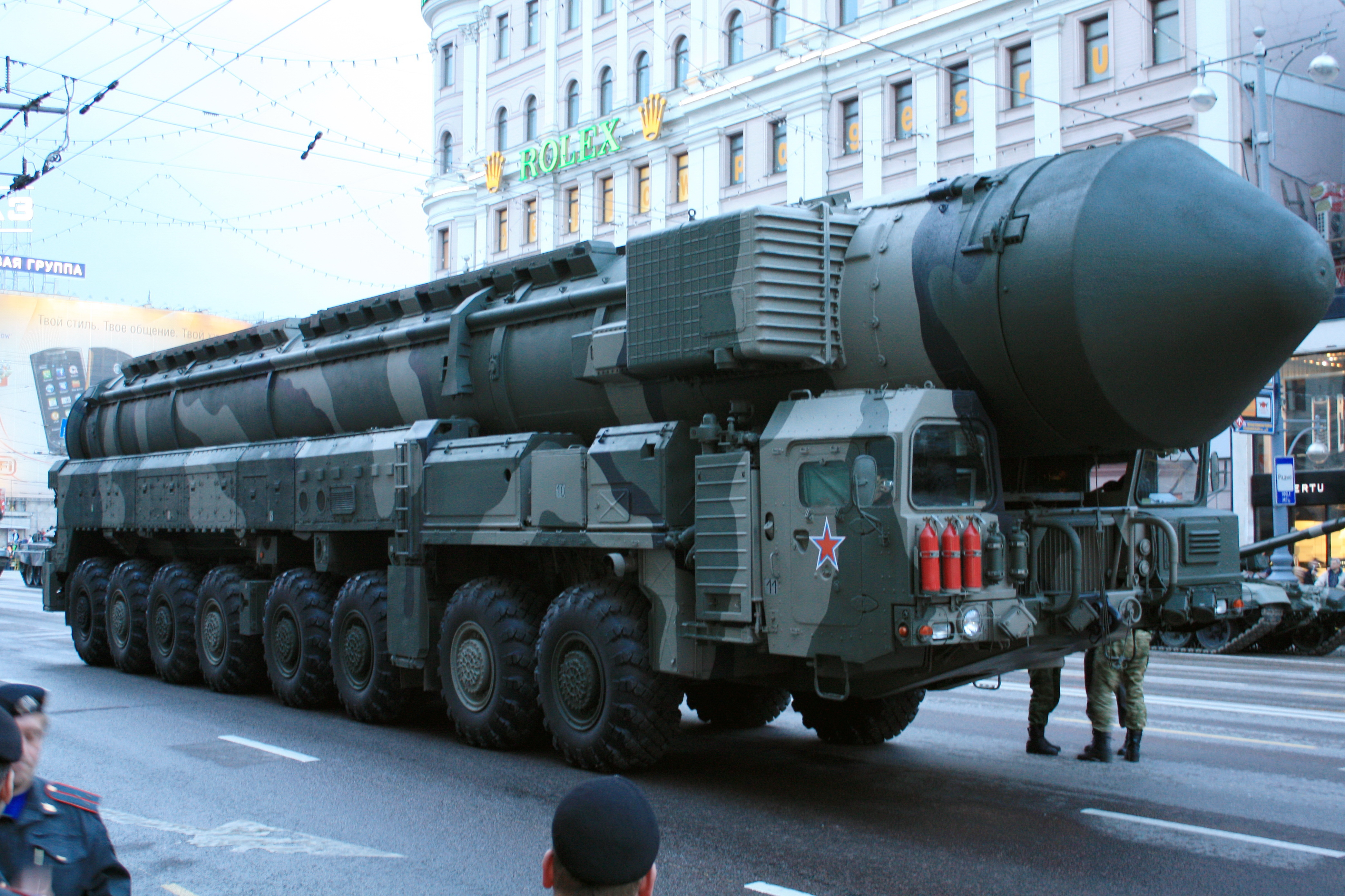
MZKT-79221 mit Topol-M bei einer Parade

Der MZKT-79221 (russisch МЗКТ-79221) wurde als schwerer Allrad-Lkw (16×16) Ende der 1980er-Jahre bis hinein in die 1990er-Jahre zuerst vom belarussischen Hersteller Minski Awtomobilny Sawod entwickelt und dient als Fahrgestell des mobilen Interkontinental-Raketensystems RS-12M2 Topol-M und RS-24 „Jars“. Später ging die Produktion an das Minski Sawod Koljosnych Tjagatschei, im Jahr 1995 begann die Serienfertigung. Er ist der Nachfolger des MAZ-7917.

## Fahrzeuggeschichte
Die Entwicklung des MZKT-79221 geht auf eine Weisung des Ministerrats der UdSSR aus dem Februar des Jahres 1987 zurück. Das Projekt zur Schaffung einer schweren mobilen Raketenabschussrampe erhielt den Codenamen Albatros. Der Auftrag zur Produktion ging 1989 an das Minski Awtomobilny Sawod.
Trotz des Zerfalls der Sowjetunion wurde das Projekt weiter verfolgt. 1990 stellte MAZ unter dem Namen MAZ-7922 einen ersten Prototyp mit Dieselmotor vor. Zusätzlich entstand mit der Gasturbine vom T-80 als Antrieb der Prototyp MAZ-7923. 1992 ging das Projekt an das neu ausgegründete Minski Sawod Koljosnych Tjagatschei, damit wurde das Fahrzeug in MZKT-7922 umbenannt. Bis 1994 entstanden drei weitere Prototypen. Ein Jahr später wurden die ersten beiden Serienfahrzeuge gebaut.
Von den acht Achsen sind die vorderen drei und die hinteren drei Achsen lenkbar. Dadurch liegt der Wendekreis bei – für diese Fahrzeuggröße relativ niedrigen – 36 bis 40 Metern.

## Technische Daten
Für das Modell MZKT-79221.
- Motor: V12-Dieselmotor mit Turbolader und Direkteinspritzung, wassergekühlt
- Motortyp: JaMZ-847.10
- Leistung: 800 PS (588 kW)
- Hubraum: 25,86 l
- Hub: 140 mm
- Bohrung: 140 mm
- Drehmoment: 3090 Nm
- Höchstgeschwindigkeit: 45 km/h
- Treibstoffverbrauch: 290 bis 300 l/100 km
- Reichweite: 500 km
- Getriebe: hydromechanische 4-Gang-Automatik
- Antriebsformel: 16×16

Abmessungen und Gewichte
- Länge: 19.560 mm
- Breite: 3370 mm
- Höhe über Kabine: 3180 mm
- Spurweite: 2700 mm
- Radstand: 1750 + 2400 + 1800 + 2200 + 1800 + 1800 + 1750 mm
- Bodenfreiheit: 475 mm
- Wendekreisdurchmesser: 36 bis 40 m
- Watfähigkeit: 1,1 m
- Leergewicht: 39,5 t
- Zuladung: 81 t
- zulässiges Gesamtgewicht: 120,5 t
- Reifendimension: 1600×600-685 mit Reifendruckregelanlage

## Trivia
Eine zentrale Rolle als Expeditionsfahrzeug der Protagonistengruppe spielt ein modifizierter MZKT-79221 im dritten Band von Andrei Djakows St.-Petersburg-Trilogie, die Teil des Metro-2033-Universums ist.